# Уго Аморетті
Уго Аморетті (італ. Ugo Amoretti; 6 лютого 1909, Генуя — 21 червня 1977, Савона) — італійський футболіст, що грав на позиції воротаря. По завершенні ігрової кар'єри — тренер.
Виступав, зокрема, за клуби «Фіорентіна» і «Ювентус», а також національну збірну Італії.
Володар Кубка Італії.

## Клубна кар'єра
У дорослому футболі дебютував 1927 року виступами за команду «Ла Домінанте». Далі виступав у клубі «Сестрезе», після чого перейшов у команду Серії А «Брешія», де за сезон провів 11 матчів. Повернувшись до «Сестрезе», провів у цій команді також один сезон.
У 1931 році перейшов у клуб «Падова», з яким зумів піднятись у Серію А. Допомігши команді закріпитись в еліті, в 1933 році перейшов до більш статусної команди «Дженова 1893». В складі клубу з Генуї був основним воротарем, але команда провалила сезон, посівши передостаннє місце.
Новим клубом Аморетті стала «Фіорентіна», у складі якої він також одразу став основним воротарем. В сезоні 1934/35 клуб під керівництвом тренера Гвідо Ари досягнув на той момент свого найвищого результату — третього місця в Серії А. Завдяки цьому команда дебютувала в Кубку Мітропи влітку 1935 року. В першому раунді цього міжнародного кубка «Фіорентіна» перемогла сильний угорський «Уйпешт» (2:0, 4:3), але в чвертьфіналі поступилась за сумою двох матчів майбутньому переможцеві — чеській «Спарті» (1:7, 3:1).
У наступному сезоні «фіалки» опустились на 12-те місце, а Уго по його завершенні перейшов в «Ювентус». Відіграв за «стару сеньйору» наступні чотири сезони своєї ігрової кар'єри, але твердим гравцем основи був лише у першому з них. В трьох наступних Аморетті конкурував за місце в стартовому складі з голкіпером Альфредо Бодойра. Ці два воротарі періодично змінювали один одного на позиції № 1. В матчах переможного для команди Кубка Італії 1938 року грав Бодойра. Але в Кубку Мітропи 1938 року п'ять матчів з шести відстояв Аморетті. Клуб дістався півфіналу, де поступився угорському «Ференцварошу» (3:2, 0:2).
Протягом 1940—1948 років захищав кольори клубів «Альбенга», «Лігурія», «Палермо», «Імперія» та «Алассьо».

## Виступи за збірні
1936 року дебютував в офіційних матчах у складі національної збірної Італії у матчі проти збірної Швейцарії (4:2) в кубку Центральної Європи.
1933 року захищав кольори другої збірної Італії. У складі цієї команди провів 1 матч.

## Кар'єра тренера
Розпочав тренерську кар'єру, повернувшись до футболу після невеликої перерви, 1954 року, очоливши тренерський штаб клубу «Кунео».
1956 року став головним тренером команди «Сампдорія», тренував генуезький клуб один рік.
Протягом тренерської кар'єри також очолював команди «Самбенедеттезе», «Спортінг» (Лоренсу-Маркеш), «Імперія» та «Альбенга».
Останнім місцем тренерської роботи був клуб «Імперія», головним тренером команди якого Уго Аморетті був з 1965 по 1966 рік.
Помер 21 червня 1977 року на 69-му році життя у місті Савона.
| Дата       | Місто | Господарі | Результат | Гості     | Турнір                   | Голи | Примітки |
| ---------- | ----- | --------- | --------- | --------- | ------------------------ | ---- | -------- |
| 25-10-1936 | Мілан | Італія    | 4 – 2     | Швейцарія | Кубок Центральної Європи | -2   |          |
| Усього     |       | Матчів    | 1         |           | Голів                    | -2   |          |

### Статистика виступів у кубку Мітропи
| №                      | Розіграш               | Стадія                 | Дата та місце проведення | Команда 1              | Рахунок | Команда 2           | Голи та інші дії |
| ---------------------- | ---------------------- | ---------------------- | ------------------------ | ---------------------- | ------- | ------------------- | ---------------- |
| 1                      | 1935                   | 1/8                    | 16.06.1935, Будапешт     | Уйпешт                 | 0:2     | Фіорентіна          |                  |
| 2                      | 1935                   | 1/8                    | 23.06.1935, Флоренція    | Фіорентіна             | 4:3     | Уйпешт              |                  |
| 3                      | 1935                   | 1/4                    | 16.06.1935, Прага        | Спарта (Прага)         | 7:1     | Фіорентіна          |                  |
| 4                      | 1935                   | 1/4                    | 23.06.1935, Флоренція    | Фіорентіна             | 3:1     | Спарта (Прага)      |                  |
| Всього за «Фіорентіну» | Всього за «Фіорентіну» | Всього за «Фіорентіну» | Всього за «Фіорентіну»   | Всього за «Фіорентіну» | 5       |                     | -11              |
| 5                      | 1938                   | 1/8                    | 3.07.1938, Турин         | Ювентус                | 6:1     | Хунгарія (Будапешт) |                  |
| 6                      | 1938                   | 1/4                    | 10.07.1938, Турин        | Ювентус                | 4:2     | Кладно              |                  |
| 7                      | 1938                   | 1/4                    | 17.07.1938, Кладно       | Кладно                 | 1:2     | Ювентус             |                  |
| 8                      | 1938                   | 1/2                    | 24.07.1938, Турин        | Ювентус                | 3:2     | Ференцварош         |                  |
| 9                      | 1938                   | 1/2                    | 31.07.1938, Будапешт     | Ференцварош            | 2:0     | Ювентус             |                  |
| Всього за «Ювентус»    | Всього за «Ювентус»    | Всього за «Ювентус»    | Всього за «Ювентус»      | Всього за «Ювентус»    | 5       |                     | -8               |
| Всього в Кубку Мітропи | Всього в Кубку Мітропи | Всього в Кубку Мітропи | Всього в Кубку Мітропи   | Всього в Кубку Мітропи | 9       |                     | -19              |

## Титули і досягнення
- Володар Кубка Італії (1):

«Ювентус»: 1937–1938